# 박윤관
박윤관(1956년 ~ 1979년 12월 13일)은 대한민국의 군인으로, 12·12 군사 반란 당시 반란군이었던 수도경비사령부 33헌병대 소속으로 우경윤 대령의 지휘 하에 정승화 대장의 불법 체포 작전에 동원되어 육군참모총장 관저 내 초소를 점령하였다가, 해병대가 이를 탈환하는 과정에서 머리에 총탄을 맞고 사망하였다. 그는 전사자로 분류되었다가 반란으로 정정된 후, 강제로 참여한 것을 고려하여 순직자로 정정되었다.

## 같이 보기
- 김오랑
- 정선엽